# Aeëtes
Trong thần thoại Hy Lạp, Aeëtes (/iːˈiːtiːz/ ee-EE-teez; tiếng Hy Lạp cổ: Αἰήτης, đã Latinh hoá: Aiḗtēs, IPA: [ai̯.ɛ̌ːtɛːs]) hoặc Aeeta là người cai trị vương quốc cùng tên Aea, một vương quốc kì diệu xuất hiện từ thế kỉ thứ V trước Công nguyên được xác định là vương quốc Colchis ở phía đông của Biển Đen. Tên của ông bắt nguồn từ một từ Hy Lạp cổ là αἰετός (aietós, nghĩa là "đại bàng").

## Gia đình
Aeëtes là con trai của thần Mặt Trời Helios với Oceanid Perseis, anh trai của Circe, Perses và Pasiphaë. Ông còn là cha của Medea, Chalciope và Absyrtus. Vợ của ông được cho là những người sau đây: (1) Idyia, con gái út của Oceanus, (2) Asterodeia, một Oceanid từ Caucasus, (3)  Nereid Neaera, (4) Clytia, (5) Ipsia hoặc Eurylyte.
Theo các nguồn khác, ông là anh trai của vua Perses cai trị xứ Tauris (chồng của cháu gái ông là Hecate) và là cha của Medea, Chalciope và Absyrtus. Tuy nhiên, những dị bản khác lại coi Aeëtes là người có nguồn gốc từ thành Corinth và là con trai của Oceanid Ephyra, hoặc là Antiope. Asterope cũng có thể là mẹ của Aeëtes. (Đối với bảng thông tin về gia đình Aeëtes, xem bên dưới).

## Thần thoại

### Thành lập nên xứ Colchis
Pausanias nói rằng theo nhà thơ Eumelos thì Aeëtes là con trai của Helios (từ Bắc Peloponnesus) và là anh của Aloeus. Helios phân chia vùng đất mình cai trị, ông giao cho Aloeus phần ở Asopia (xem Asopus) và Aeëtes phần ở Ephyra. Sau đó, Aeëtes trao lại vương quốc cho Bounos (con trai của Hermes và Alkidameia) và tới Colchis, một vương quốc ở tây Caucasus. Khi Bounos qua đời, Epopeus, con trai của Aoleus trở thành vua của Ephyra. Aeëtes xây dựng thuộc địa mới ở Colchis gần cửa sông Phasis và gọi đó là Aea.

### Phrixus
Phrixus (con trai của Athamas và Nephele) và người em gái sinh đôi Helle của anh bị người mẹ kế Ino ghen ghét. Ino ấp ủ một âm mưu thâm độc, cô đem rang khô toàn bộ hạt giống trong thị trấn khiến chúng không thể nảy mầm. Những người nông dân địa phương sợ hãi trước nạn đói, họ đến hỏi nhà tiên tri để được giúp đỡ. Ino hối lộ cho người đàn ông đưa nhà tiên tri tới để lừa dối họ và nói cho những người khác biết nhà tiên tri yêu cầu rằng: phải đem Phrixus và Helle đi hiến tế để diệt trừ nạn đói. Nhưng trước khi Phrixus bị giết, anh và người em gái Helle được một con cừu đực lông vàng do Nephele, mẹ ruột của họ gửi tới để cứu họ. Con cừu chở hai anh em họ bay đi. Trên đường bay, Helle bị ngã khỏi lưng cừu rồi rơi xuống eo biển Hellespont (nơi được đặt theo tên cô sau này) rồi chết đuối, nhưng Phrixus vẫn sống sót tới được Colchis. Đến nơi, Aeëtes tiếp đón và đối xử với Phrixus một cách nhân từ. Ông còn gả con gái Chalciope cho Phrixus. Để tạ ơn, Phrixus trao cho nhà vua bộ lông của con cừu, và Aeëtes treo nó lên một cái cây trong vương quốc ông. Aeëtes còn hiến dâng bộ lông cừu vàng cho thần Ares. Phrixus sau đó sống trong triều đình của Aeëtes trong khoảng thời gian dài. Nhưng đến một ngày, Aeëtes nghe được lời của nhà tiên tri rằng ông sẽ chết dưới tay hậu duệ của Aeolus, và vì vậy ông đã giết Phryxus. Mặt khác, các con trai của Phrixus đã trở về Orchomenus.

### Jason
Một thời gian sau, Jason tới để xin đem về bộ lông cừu vàng. Aeëtes hứa sẽ trao nó cho anh với điều kiện anh phải hoàn thành được những nhiệm vụ ông giao cho. Đầu tiên, Jason phải thắng ách được đôi bò đực thở ra lửa và đem theo chúng đi cày đồng. Sau đó, Jason chôn xuống đất những chiếc răng của một con rồng mà nhà vua xứ Colchis nhận được từ nữ thần Athena, một nửa trong số chúng đã được Cadmus chôn trước đó ở thành Thebes. Những chiếc răng này khi chôn xuống đất hóa thành một đội chiến binh. Trước khi đội chiến binh kịp tấn công Jason, anh đã nhanh trí lấy một tảng đá ném trả lại vào đám đông bọn họ. Không thể quyết định được điều gì khi tảng đá bay tới, những chiến binh đã giết chết lẫn nhau. Jason chạy trốn đi ngay sau đó. Medea cũng bỏ trốn cùng anh. Aeëtes đuổi theo họ trên tàu của ông, nhưng Medea đã đánh lạc hướng cha mình bằng cách giết chết và phân xác em trai mình là Absyrtus, rồi cô ném những mảnh xác chết lên mạn tàu. Aeëtes dừng lại gom những mảnh xác của con trai, thế là Jason và Medea trốn thoát thành công.

## Tính chất lịch sử
Huyền thoại về Aeetes có lẽ đã gợi lại ký ức về một nhân vật lịch sử. Tên của ông xuất hiện trong các câu chuyện lịch sử của các tác giả cổ đại, các tác giả này đã công nhận di sản lâu bền của Aeëtes ở Colchis. Vào thế kỉ thứ II, khi đang đi tham quan khu vực này, Arrian đã thuật lại việc mình nhìn thấy các địa điểm và tàn tích từ thời vua Aeetes. Tác giả Zosimus sống vào thế kỉ thứ V đề cập rằng có "một cung điện của Aeetes" ở ngay cửa sông Phasis. Những nhà cai trị địa phương tuyên bố họ là hậu duệ của Aeëtes, chẳng hạn như một vị vua của người Phasian trong tác phẩm Anabasis của Xenophon hay Saulaces, một vị vua giàu có của xứ Colchis trong tác phẩm Naturalis Historia ("Lịch sử tự nhiên") của Pliny Lớn. Strabo coi Aeetes là một nhân vật lịch sử, ông viết rằng đây là "một cái tên địa phương trong số những người Colchian". Tên của Aeëtes được đặt theo một nhân vật lịch sử người Colchian, ông là nhà quý tộc ở Lazica sống vào thế kỉ thứ VI trong khoảng thời gian xảy ra chiến tranh Lazic và được biết đến từ ghi chép  Agathias. Nếu như việc Aeëtes là tổ tiên của những nhà cai trị người Colchian không phải là điều hư cấu do các tác giả cổ đại "thêu dệt" nên thì có thể những nhà cai trị người Colchian thực sự là hậu duệ của Aeetes.

## Bảng thông tin về gia đình Aeëtes
| Mối quan hệ | Tên                      | Nguồn | Nguồn | Nguồn  | Nguồn  | Nguồn | Nguồn  | Nguồn     | Nguồn   | Nguồn   | Nguồn   | Nguồn | Nguồn | Nguồn | Nguồn | Nguồn | Nguồn | Nguồn | Nguồn   | Nguồn   | Nguồn | Nguồn | Nguồn |
| ----------- | ------------------------ | ----- | ----- | ------ | ------ | ----- | ------ | --------- | ------- | ------- | ------- | ----- | ----- | ----- | ----- | ----- | ----- | ----- | ------- | ------- | ----- | ----- | ----- |
| Mối quan hệ | Tên                      | Epim. | Hom.  | Hesiod | Hesiod | Naup. | Soph.  | Pindar    | Apollon | Apollon | Apollon | Dio.  | Cic.  | Diop. | Ovid  | Str.  | Val.  | Apol. | Hyginus | Hyginus | Ael.  | Paus. | Orph. |
| Mối quan hệ | Tên                      | Epim. | Odys. | Theo.  | Frag.  | Naup. | Scyth. | Sch. Oly. | Arg.    | Arg.    | Sch.    | Dio.  | Cic.  | Diop. | Met.  | Str.  | Val.  | Apol. | Fab.    | Sch.    | Ael.  | Paus. | Arg.  |
| Parentage   | Helios và Ephyra         | ✓     |       |        |        |       |        |           |         |         | ✓       |       |       |       |       |       |       |       |         |         |       |       |       |
| Parentage   | Helios và Perseis        |       | ✓     | ✓      |        |       |        |           | ✓       | ✓       |         |       | ✓     |       |       |       |       | ✓     | ✓       |         |       |       |       |
| Parentage   | Helios và Antiope        |       |       |        |        |       |        | ✓         |         |         | ✓       |       |       | ✓     |       |       |       |       |         |         |       |       |       |
| Parentage   | Helios và Asterope       |       |       |        |        |       |        |           |         |         |         |       |       |       |       |       |       |       |         |         |       |       | ✓     |
| Parentage   | Helios                   |       |       |        |        |       |        |           |         |         |         | ✓     |       |       |       |       | ✓     |       |         |         |       |       |       |
| Anh chị em  | Circe                    |       | ✓     | ✓      |        |       |        |           | ✓       | ✓       |         |       | ✓     |       |       | ✓     |       | ✓     | ✓       |         |       |       | ✓     |
| Anh chị em  | Pasiphae                 |       |       |        |        |       |        |           | ✓       | ✓       |         |       | ✓     |       |       |       |       | ✓     | ✓       |         |       |       |       |
| Anh chị em  | Perses                   |       |       |        |        |       |        |           |         |         |         | ✓     |       |       |       |       | ✓     | ✓     | ✓       |         |       |       |       |
| Anh chị em  | Aloeus                   |       |       |        |        |       |        |           |         |         |         |       |       |       |       |       |       |       |         |         |       | ✓     |       |
| Phối ngẫu   | Idyia                    |       |       | ✓      |        |       |        |           | ✓       |         |         |       | ✓     |       |       |       |       | ✓     | ✓       |         |       |       |       |
| Phối ngẫu   | Asterodia                |       |       |        |        |       |        |           |         | ✓       |         |       |       | ✓     |       |       |       |       |         |         |       |       |       |
| Phối ngẫu   | Neaera                   |       |       |        |        |       | ✓      |           |         |         |         |       |       |       |       |       |       |       |         |         |       |       |       |
| Phối ngẫu   | Hecate                   |       |       |        |        |       |        |           |         |         |         | ✓     |       |       |       |       |       |       |         |         |       |       |       |
| Phối ngẫu   | Clytia                   |       |       |        |        |       |        |           |         |         |         |       |       |       |       |       |       |       | ✓       |         |       |       |       |
| Phối ngẫu   | Eurylyte                 |       |       |        |        | ✓     |        |           |         |         |         |       |       |       |       |       |       |       |         |         |       |       |       |
| Phối ngẫu   | Vô danh                  |       |       |        |        |       |        |           |         |         | ✓       |       |       |       |       |       |       |       |         |         | ✓     |       |       |
| Con cái     | Medea                    |       |       | ✓      |        |       | ✓      | ✓         | ✓       |         |         | ✓     | ✓     | ✓     | ✓     | ✓     | ✓     | ✓     | ✓       |         | ✓     |       | ✓     |
| Con cái     | Chalciope hoặc           |       |       |        |        |       |        |           | ✓       |         |         |       |       |       |       |       | ✓     | ✓     | ✓       |         |       |       | ✓     |
| Con cái     | Iophossa                 |       |       |        | ✓      |       |        |           |         |         | ✓       |       |       |       |       |       |       |       |         |         |       |       |       |
| Con cái     | Absyrtus / Apsyrtus hoặc |       |       |        |        | ✓     | ✓      |           |         | ✓       |         |       | ✓     | ✓     |       | ✓     | ✓     | ✓     |         |         | ✓     |       | ✓     |
| Con cái     | Aegialeus                |       |       |        |        |       |        |           |         |         |         | ✓     | ✓     |       |       |       |       |       |         |         |       |       |       |
| Con cái     | Circe                    |       |       |        |        |       |        |           |         |         |         | ✓     |       |       |       |       |       |       |         |         |       |       |       |